# Сюрприз (печера, Киргизстан)
Сюрприз (кирг. Сюрприз үңкүрү) — печера, що розміщується в правому борту каньйону Данги. Складна тривимірна печера, в нижній частині досягає рівня підземних карстових вод. Гідротермальні відкладення представлені скаленоедричним кальцитом, гомологічними, можливо, рудному мармуру печери Ферсмана.